# Zamenis scalaris
Zamenis scalaris là một loài rắn trong họ Rắn nước. Loài này được Schinz mô tả khoa học đầu tiên năm 1822.

## Hình ảnh

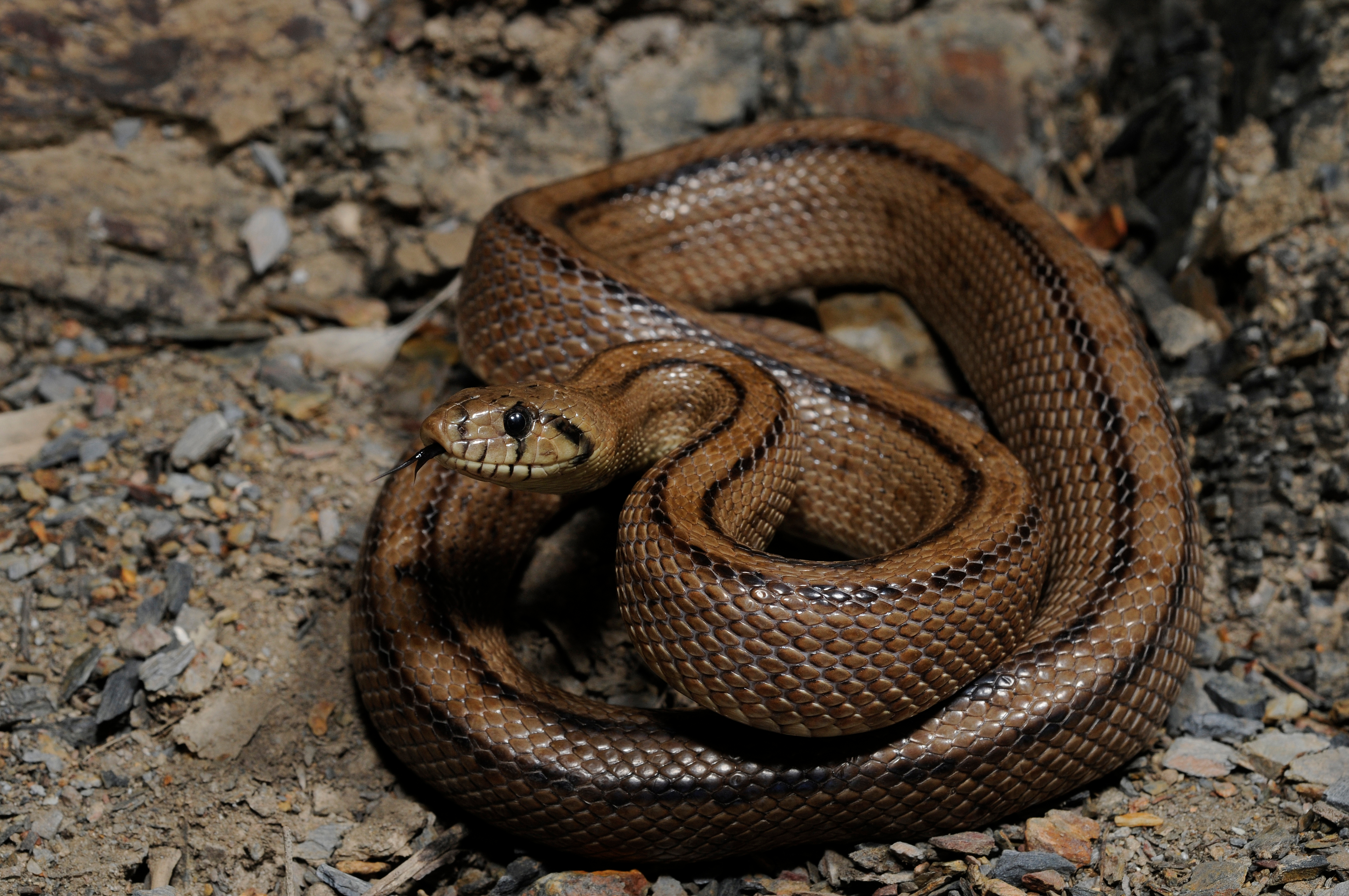
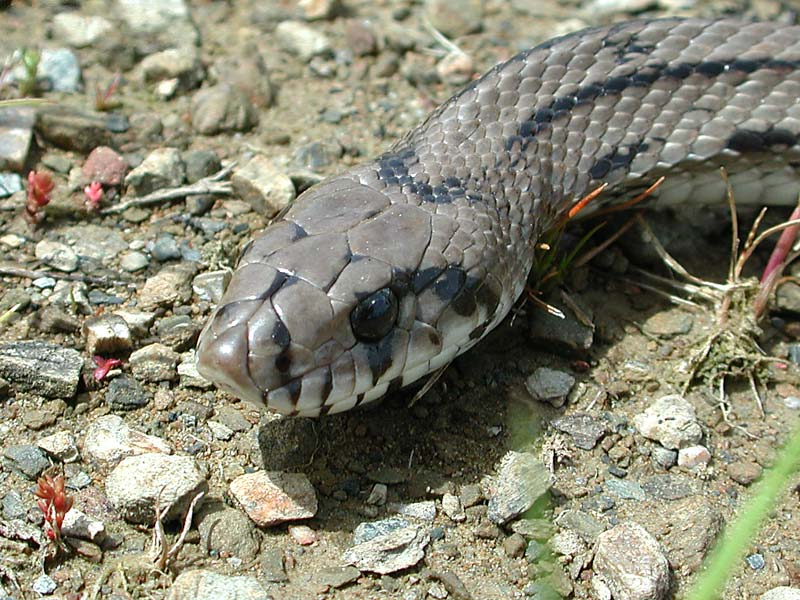
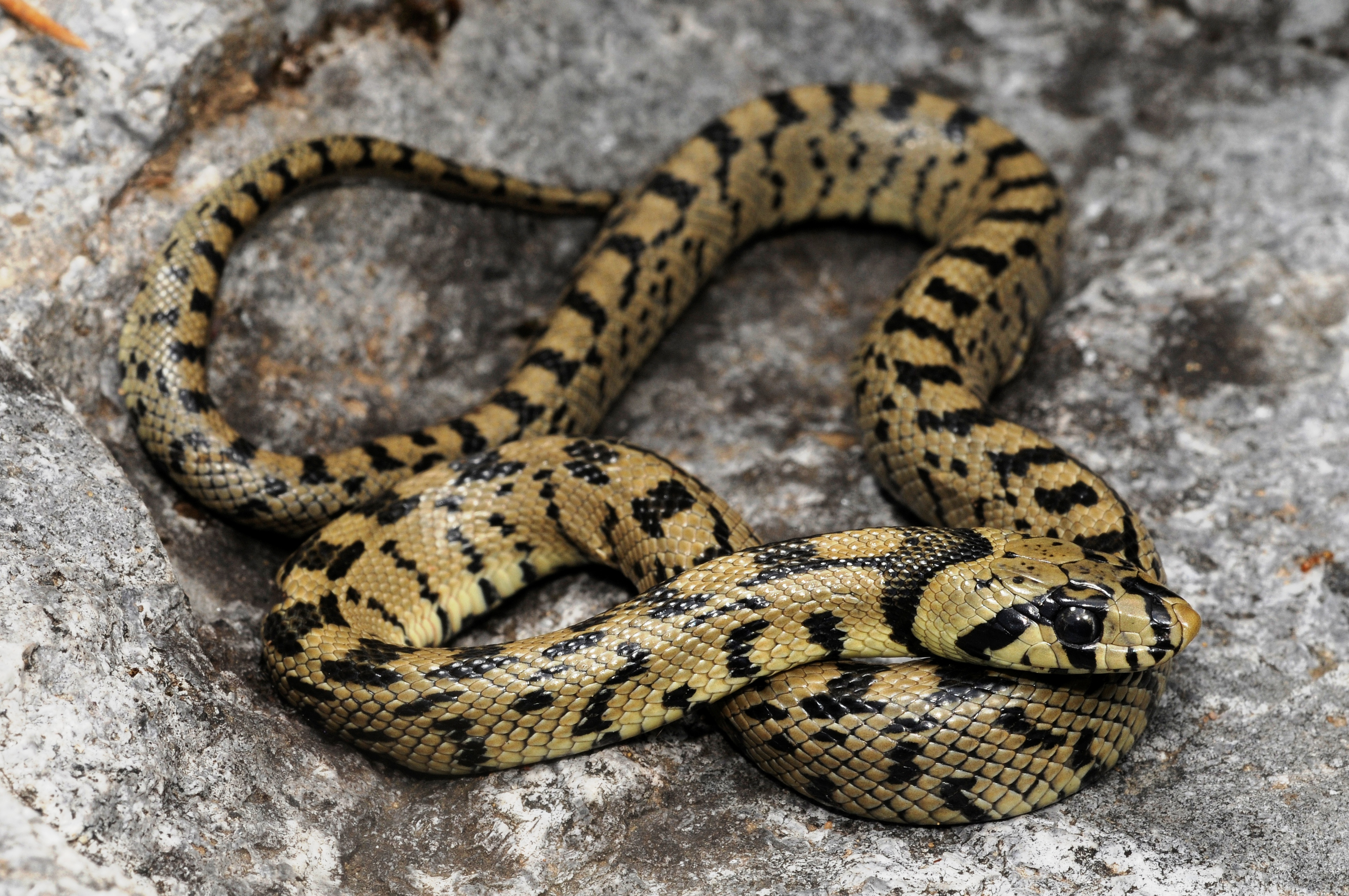
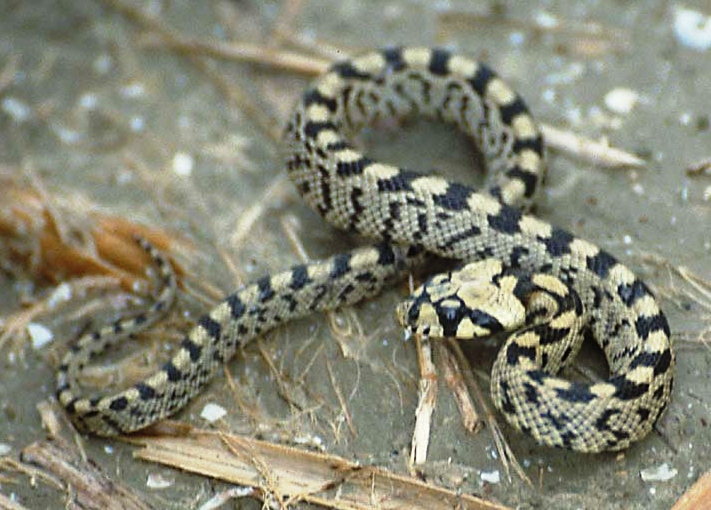